# USS Croaker (SS-246)
USS Croaker (SS/SSK/AGSS/IXSS-246) là một tàu ngầm lớp Gato từng phục vụ cùng Hải quân Hoa Kỳ trong Chiến tranh Thế giới thứ hai. Nó là chiếc tàu chiến duy nhất của Hải quân Hoa Kỳ được đặt cái tên này, theo tên một loài trong họ Cá lù đù. Nó đã phục vụ trong suốt Thế chiến II, thực hiện tổng cộng sáu chuyến tuần tra, đánh chìm sáu tàu Nhật Bản với tổng tải trọng 19.710 tấn. Được cho ngừng hoạt động sau khi xung đột chấm dứt vào năm 1946, nó được huy động trở lại để tiếp tục phục vụ trong giai đoạn Chiến tranh Lạnh từ năm 1951 đến năm 1968, được xếp lại lớp thành một tàu săn tàu ngầm SSK-246 vào năm 1953, như một tàu ngầm phụ trợ AGSS-246 vào năm 1967, rồi cuối cùng như một tàu ngầm đa dụng không phân loại IXSS-246 vào năm 1971. Sau khi rút đăng bạ vào năm 1971, nó được giữ tại như một tàu bảo tàng tại Groton, Connecticut cho đến năm 1987, trước khi chuyển đến Buffalo, New York cho đến nay, và được công nhận là một Danh lam Lịch sử Quốc gia Hoa Kỳ từ năm 2008. Croaker được tặng thưởng danh hiệu Đơn vị Tuyên dương Hải quân cùng ba Ngôi sao Chiến trận do thành tích phục vụ trong Thế Chiến II.

## Thiết kế và chế tạo
Lớp tàu ngầm Gato được thiết kế cho mục đích một tàu ngầm hạm đội nhằm có tốc độ trên mặt nước cao, tầm hoạt động xa và vũ khí mạnh để tháp tùng hạm đội chiến trận. Con tàu dài 311 ft 9 in (95,02 m) và có trọng lượng choán nước 1.525 tấn Anh (1.549 t) khi nổi và 2.424 tấn Anh (2.463 t) khi lặn. Chúng trang bị động cơ diesel dẫn động máy phát điện để cung cấp điện năng cho bốn động cơ điện, đạt được công suất 5.400 shp (4.000 kW) khi nổi và 2.740 shp (2.040 kW) khi lặn, cho phép đạt tốc độ tối đa 21 hải lý trên giờ (39 km/h) và 9 hải lý trên giờ (17 km/h) tương ứng. Tầm xa hoạt động là 11.000 hải lý (20.000 km) khi đi trên mặt nước ở tốc độ 10 hải lý trên giờ (19 km/h) và có thể hoạt động kéo dài đến 75 ngày và lặn được sâu tối đa 300 ft (90 m).
Lớp tàu ngầm Gato được trang bị mười ống phóng ngư lôi 21 in (530 mm), gồm sáu ống trước mũi và bốn ống phía phía đuôi tàu, chúng mang theo tối đa 24 quả ngư lôi. Vũ khí trên boong tàu gồm một hải pháo 3 inch/50 caliber, và thường được tăng cường một khẩu pháo phòng không Bofors 40 mm nòng đơn và một khẩu đội Oerlikon 20 mm nòng đôi, kèm theo súng máy .50 caliber và .30 caliber. Tiện nghi cho thủy thủ đoàn bao gồm điều hòa không khí, thực phẩm trữ lạnh, máy lọc nước, máy giặt và giường ngủ cho hầu hết mọi người, giúp họ chịu đựng cái nóng nhiệt đới tại Thái Bình Dương cùng những chuyến tuần tra kéo dài đến hai tháng rưỡi.
Croaker được đặt lườn tại xưởng tàu của hãng Electric Boat Company ở Groton, Connecticut vào ngày 1 tháng 4, 1943. Nó được hạ thủy vào ngày 19 tháng 12, 1943, được đỡ đầu bởi bà William H. P. Blandy, phu nhân Chuẩn đô đốc William H. P. Blandy, và được cho nhập biên chế cùng Hải quân Hoa Kỳ vào ngày 21 tháng 4, 1944 dưới quyền chỉ huy của Hạm trưởng, Thiếu tá Hải quân John E. Lee.

## Lịch sử hoạt động

### 1944
Sau khi hoàn tất việc chạy thử máy huấn luyện tại các vùng biển ngoài khơi New London, Connecticut và Newport, Rhode Island, Croaker chuẩn bị để được điều động sang khu vực Mặt trận Thái Bình Dương. Nó khởi hành từ Căn cứ Tàu ngầm Hải quân New London, băng qua kênh đào Panama và đi đến Trân Châu Cảng vào ngày 26 tháng 6, 1944.

#### Chuyến tuần tra thứ nhất
Lên đường vào ngày 19 tháng 7 cho chuyến tuần tra đầu tiên tại các vùng biển Hoa Đông và Hoàng Hải, Croaker đã đánh chìm tàu tuần dương hạng nhẹ Nagara (5.700 tấn) vào ngày 7 tháng 8; tàu quét mìn phụ trợ Taito Maru vào ngày 16 tháng 8; và hai tàu buôn Daigen Maru số 7 (1.289 tấn) vào ngày 14 tháng 8 và Yamateru Maru (6.862 tấn) vào ngày 17 tháng 8. Nó cũng làm nhiệm vụ tìm kiếm và giải cứu phục vụ cho các cuộc không kích xuống quần đảo Bonin trước khi quay trở về đảo Midway để tái trang bị từ ngày 31 tháng 8 đến ngày 23 tháng 9. Con tàu được tặng thưởng danh hiệu Đơn vị Tuyên dương Hải quân do thành tích xuất sắc trong lượt tuần tra đầu tiên này.

#### Chuyến tuần tra thứ hai
Hoạt động trong thành phần một đội tấn công phối hợp "Bầy sói" trong chuyến tuần tra thứ hai tại cùng khu vực trên, Croaker tiếp tục đánh chìm các tàu buôn Shinki Maru (2.211 tấn) vào ngày 9 tháng 10 và Hakuran Maru (887 tấn) vào ngày 23 tháng 10. Nó tiếp tụuc theo dõi một đoàn tàu vận tải vào các ngày 23 và 24 tháng 10, đánh chìm tàu buôn Mikage Maru (2.761 tấn), và gây hư hại cho chiếc Gassan Maru bằng quả ngư lôi cuối cùng của nó. Kết thúc chuyến tuần tra, nó quay về Midway để tiếp nhiên liệu, rồi về căn cứ Trân Châu Cảng vào ngày 10 tháng 11 để tái trang bị.

### 1945

#### Chuyến tuần tra thứ ba và thứ tư
Trong chuyến tuần tra thứ ba tại eo biển Luzon và biển Đông từ ngày 13 tháng 12, 1944 đến ngày 12 tháng 2, 1945, Croaker không tìm thấy mục tiêu nào phù hợp, nhưng nó đã hoạt động tìm kiếm và giải cứu phục vụ cho các đợt không kích xuống Luzon, vốn nhằm chuẩn bị cho cuộc đổ bộ lên vịnh Lingayen.
Sau khi được tái trang bị tại căn cứ ở Fremantle, Australia, Croaker lại lên đường vào ngày 12 tháng 3 cho chuyến tuần tra thứ tư dọc theo bờ biển Đông Dương thuộc Pháp. Chuyến đi này bị ngắt quảng hai lần do gặp trục trặc kỹ thuật nên phải quay trở về Australia để sửa chữa. Kết thúc chuyến tuần tra, chiếc tàu ngầm đi đến vịnh Subic, Philippines để tái trang bị từ ngày 22 tháng 4 đến ngày 15 tháng 5.

#### Chuyến tuần tra thứ năm và thứ sáu
Trong chuyến tuần tra thứ năm tại vùng biển Java, vào ngày 30 tháng 5, Croaker tấn công một đoàn ba tàu chở dầu nhỏ được một tàu hộ tống bảo vệ nhưng không xác nhận được kết quả. Nó quay trở về căn cứ Fremantle để tái trang bị vào ngày 5 tháng 6, rồi lên đường cho chuyến tuần tra cuối cùng từ ngày 1 tháng 7 đến ngày 13 tháng 8. Chiếc tàu ngầm quay trở lại vai trò tìm kiếm và giải cứu tại biển Đông và ngoài khơi Hong Kong hỗ trợ cho chiến dịch không kích lên các đảo chính quốc Nhật Bản.
Sau khi Nhật Bản chấp nhận đầu hàng vào ngày 15 tháng 8, giúp chấm dứt vĩnh viễn cuộc xung đột, Croaker quay trở lại vịnh Subic, rồi ghé đến Saipan trước khi lên đường quay trở về Hoa Kỳ, và viếng thăm Galveston, Texas trước khi về đến Căn cứ Tàu ngầm Hải quân New London. Nó được cho xuất biên chế tại đây vào ngày 15 tháng 5, 1946, và được đưa về Hạm đội Dự bị Đại Tây Dương.

### 1951 - 1968

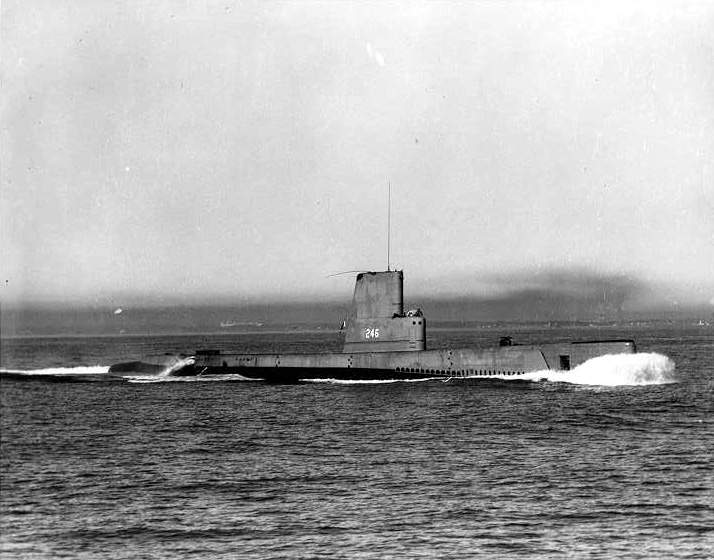
Croaker (SSK-246) trong cấu hình một tàu ngầm tấn công vào khoảng giữa thập niên 1950.

Sau khi cuộc Chiến tranh Triều Tiên bùng nổ vào tháng 6, 1950, Croaker được cho tái biên chế trở lại vào ngày 7 tháng 5, 1951. Nó hoạt động như một tàu huấn luyện tại New London cho đến ngày 18 tháng 3, 1953, khi được tạm thời xuất biên chế để được cải biến thành một tàu ngầm tìm-diệt tàu ngầm tại Xưởng hải quân Portsmouth; nó được xếp lại lớp với ký hiệu lườn mới SSK-246 vào ngày 9 tháng 4, 1953 và nhập biên chế trở lại vào ngày 11 tháng 12, 1953.
Quay trở lại hoạt động từ tháng 2, 1954, Croaker hoạt động dọc theo vùng bờ Đông và tại vùng biển Caribe từ căn cứ New London, và đã từng viếng thăm các cảng Anh Quốc khi tham gia các cuộc tập trận trong khuôn khổ Khối NATO vào các năm 1957 và 1958. Nó được xếp lại lớp và quay trở lại ký hiệu lườn cũ SS-246 vào tháng 8, 1959, rồi tiếp tục có thêm một chuyến viếng thăm Anh Quốc vào tháng 2, 1960. Chiếc tàu ngầm khởi hành vào tháng 9 cho một chuyến đi sang khu vực Địa Trung Hải và vùng kênh đào Suez, viếng thăm nhiều cảng vùng Cận Đông và Karachi, Pakistan. Nó quay trở về New London vào giữa tháng 12.
Croaker được xếp lại lớp thành một "tàu ngầm phụ trợ" với ký hiệu lườn AGSS-246 vào tháng 5, 1967. Nó được cho xuất biên chế lần sau cùng vào ngày 2 tháng 4, 1968, xếp lại lớp thành một "tàu ngầm đa dụng không phân loại" với ký hiệu lườn IXSS-246 vào tháng 12, 1971, và được cho rút tên khỏi danh sách Đăng bạ Hải quân vào ngày 20 tháng 12, 1971.

## Tàu bảo tàng
Từ năm 1977 đến năm 1987, Croaker được Hiệp hội Tưởng niệm Tàu ngầm trưng bày tại Groton, Connecticut, cho đến khi Hải quân hủy bỏ thỏa thuận viện dẫn một yêu cầu bảo tồn con tàu như một di tích lịch sử. Từ năm 1988, con tàu trở thành một tàu bảo tàng tại Công viên Hải quân & quân sự hạt Buffalo và Erie ở Buffalo, New York. Nó được công nhận là một Danh lam Lịch sử Quốc gia Hoa Kỳ từ ngày 12 tháng 9, 2008.

## Những hình ảnh

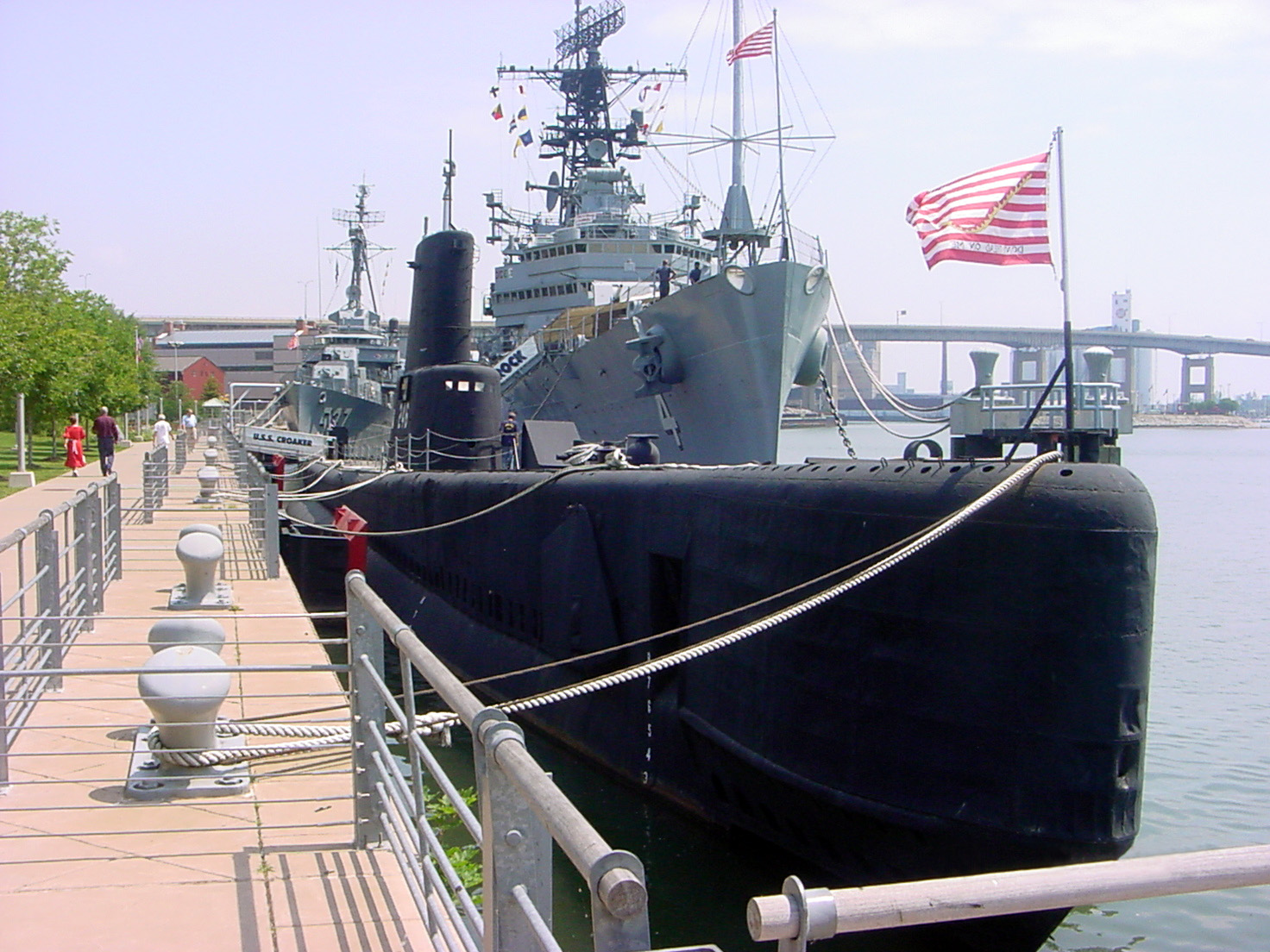
U.S.S. Croaker tại Công viên Hải quân & quân sự hạt Buffalo và Erie
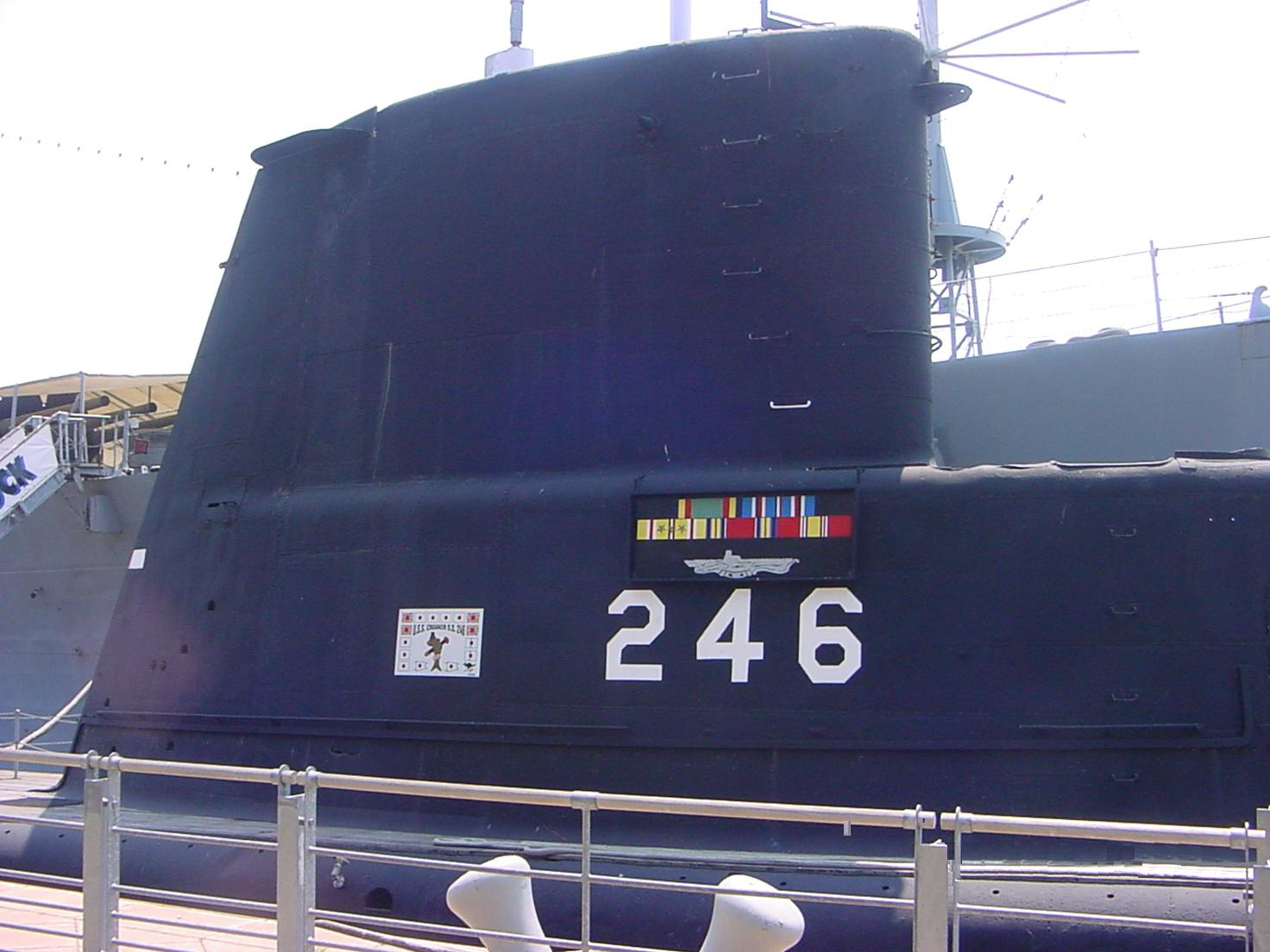
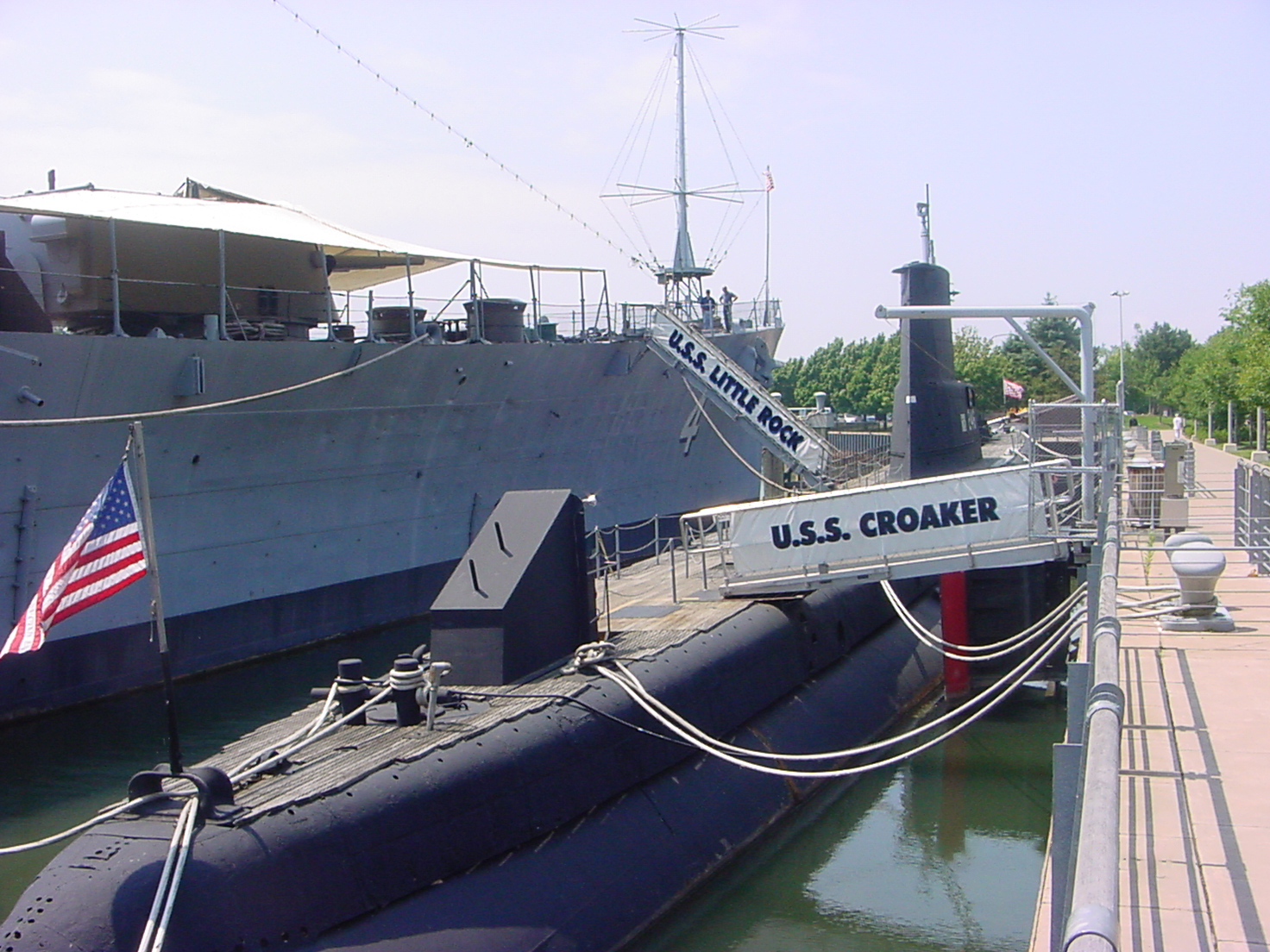
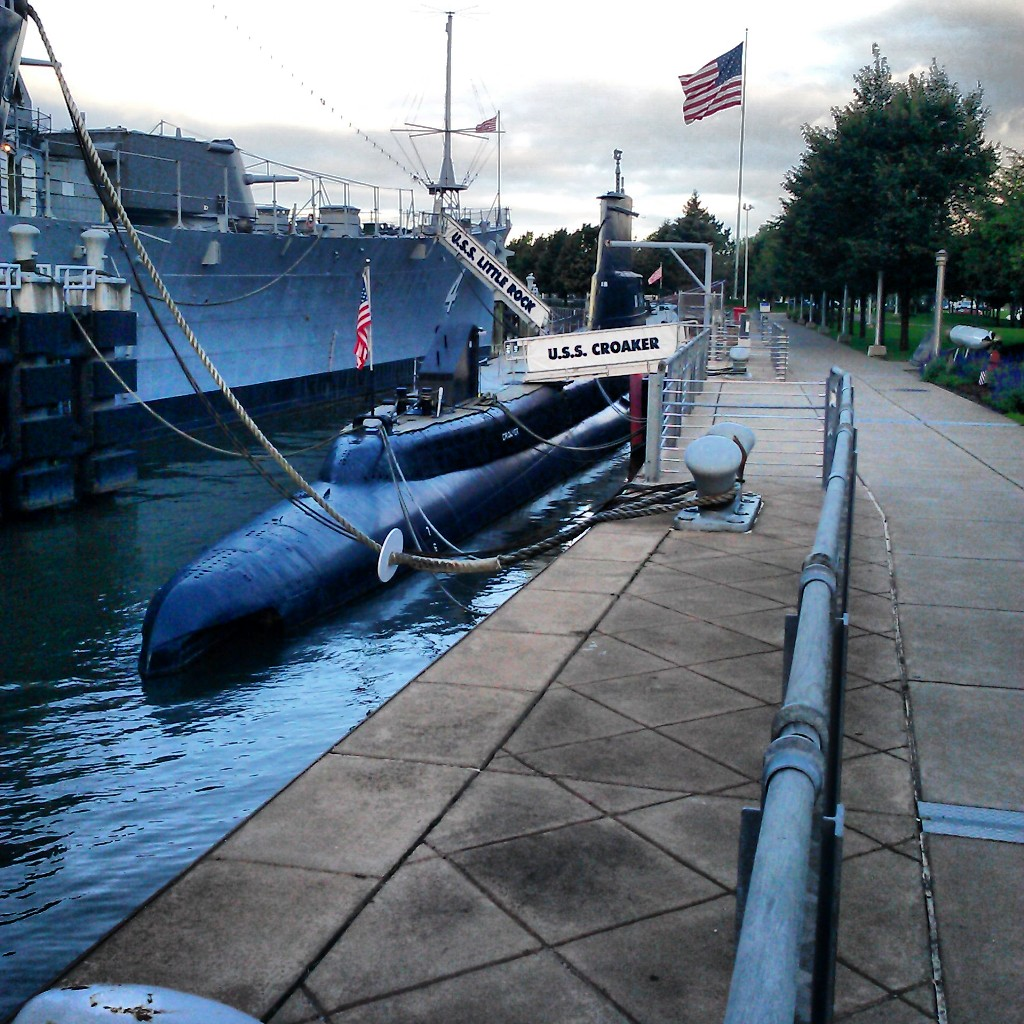
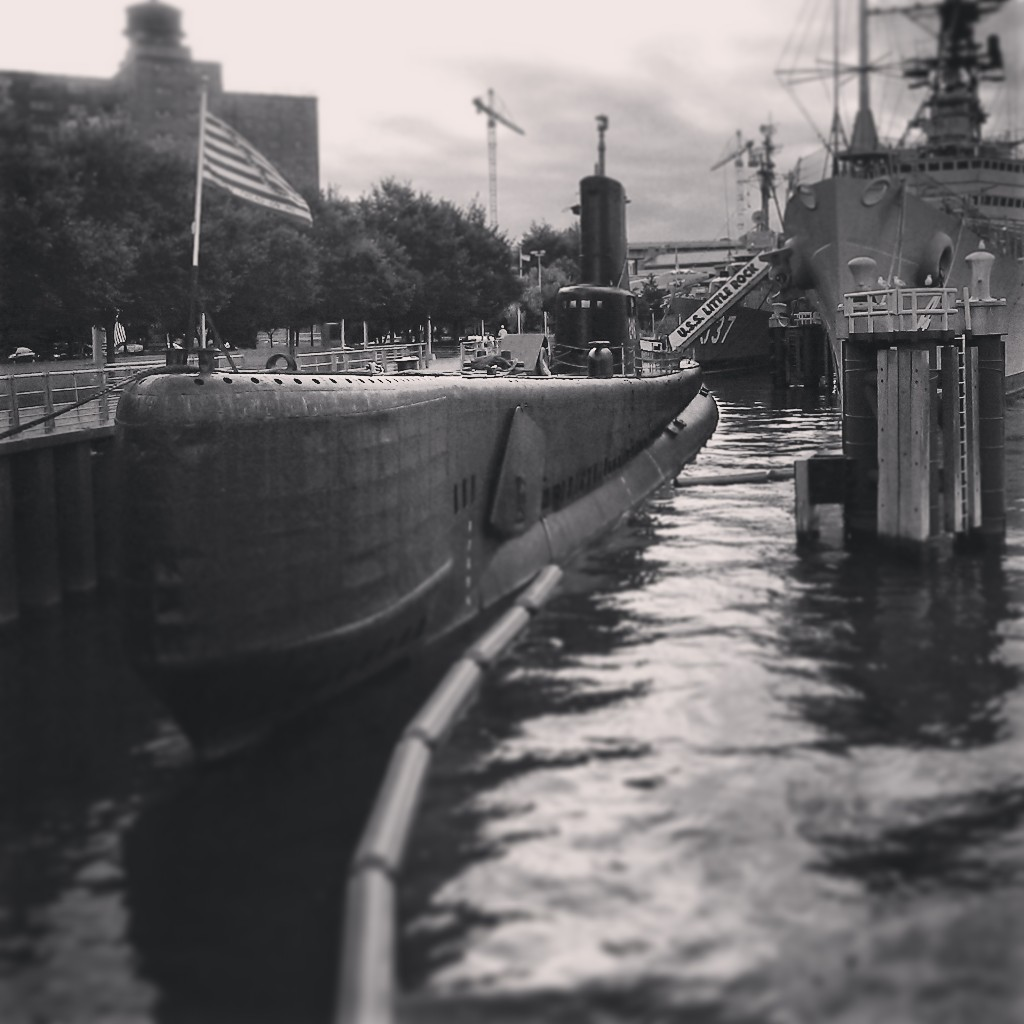

## Phần thưởng
Croaker được tặng thưởng danh hiệu Đơn vị Tuyên dương Hải quân cùng ba Ngôi sao Chiến trận do thành tích phục vụ trong Thế Chiến II. Nó được ghi công đã đánh chìm sáu tàu Nhật Bản với tổng tải trọng 19.710 tấn.
|                                         |  |  |
| Bronze star · Bronze star · Bronze star |  |  |

| Dãi băng Hoạt động Tác chiến                                            | Đơn vị Tuyên dương Hải quân          | Huân chương Chiến dịch Hoa Kỳ         |
| Huân chương Chiến dịch Châu Á-Thái Bình Dương với 3 Ngôi sao Chiến trận | Huân chương Chiến thắng Thế Chiến II | Huân chương Phục vụ Phòng vệ Quốc gia |